# Шейблер, Трувор Карлович
Трувор Карлович Шейблер (28 февраля (12 марта) 1900, Рига, Латвия — 17 марта 1960, Нальчик, КБАССР) — советский композитор, педагог, дирижёр. Заслуженный деятель искусств КБАССР (1951), Заслуженный деятель искусств РСФСР (1957). Сыграл важную роль в развитии музыкальной культуры Кабардино-Балкарии. Среди его учеников Ю. Темирканов.

## Биография
- Родился в семье инженера, немца по национальности. В 1914 году семья переехала в Петербург[5].
- 1919—1924 — учился в Петроградской консерватории (класс композиции М. О. Штейнберга). Одновременно обучался на юридическом факультете Петроградского университета.
- 1917—1922, 1923—1924 — работал в Петрограде концертмейстером и дирижером в театре Пролеткульта и в Первом передвижном театре (Петроград).
- 1924 — 11 апреля арестован. 23 мая Особым совещанием при Коллегии ОГПУ выслан на Урал на два года вместе с женой — художницей Марией Сергеевной, урожд. Щербатовой (1900–1984)[6].
- 1925 — 15 мая Т.Шейблеру было разрешено свободное проживание на территории СССР за исключением 6 центральных городов и пограничных областей.
- 1928 — приехал в Пермь, заведовал музыкальной частью Театра рабочей молодежи (ТРАМ; 1928–1938 годы).
- 1938 — окончил режиссерский факультет ГИТИСа, на котором учился заочно с 1934 года.
- 1938 — 10 марта вторично арестован; в декабре освобожден «за недоказанностью состава преступления»[7][8].
- 1939—1941 — Жил и работал в г. Нальчике.
- 1941, осень — Шейблер в связи с немецким происхождением вместе с женой высланы на север Урала, в Соликамск.
- 1947 — по ходатайству композиторов С. С. Прокофьева, Н. Я. Мясковского и руководства республики ему было разрешено вернуться в Нальчик, где до 1949 года Т.Шейблер был художественным руководителем и дирижером Кабардинской филармонии. Также преподавал в музыкальной школе, и его учениками были братья Б.Х.Темирканов и Ю. Х.Темирканов[9], Джабраил Кубатиевич Хаупа (род. 1942), композитор, заслуженный деятель искусств Российской Федерации, народный артист Кабардино-Балкарской Республики.
- 1959 — председатель Союза композиторов Кабардино-Балкарской АССР (совр. Союз композиторов Кабардино-Балкарской Республики).

## Творчество
Автор музыкальной комедии «Как её зовут» (1936, Свердловское радио), детских балетов «Муха-Цокотуха», «Поезд» (1945, Соликамск), музыки к драматическим спектаклям Кабардино-Балкарского драматического театра (более 200 произведений), симфонических сюит на темы сказаний народов манси (1936), «Хазраил» (1947, посвященную памяти бывшему ученику музыкальной школы Хазраилу Алцагирову, погибшему на фронте),  симфонических картин «Адиух» (по кабардинской легенде, 1948), «Мадина» (по поэме А. А. Шогенцукова, 1950), «Пастухи в горах» (1950), «Кабардинской рапсодии» для фортепиано и симфонического оркестра (1951), музыкально-хореографической поэмы по мотивам нартских сказаний «Нарты» (1957) и других произведений. 
В поездках по Кабардино-Балкарии записал свыше 500 образцов музыкального фольклора. В своих произведениях объединил европейскую академическую традицию и характерные особенности местных народных песен и наигрышей. 
На основе балкарского фольклора Т. Шейблер написал музыку к спектаклю Р. Геляева «Кровавый калым».
В 1952 году Т.К. Шейблер написал 24 музыкальных номера к спектаклю «Даханаго» драматурга Залимхана Аксирова, в 1956–1957 годах доработал музыку к спектаклю и новая постановка «Даханаго» состоялась в Москве во время Декады литературы и искусства Кабардино-Балкарииской АССР, получив высокую оценку в центральной прессе.
Автор ряда работ о кабардинской музыке.

## Архив
В Российском государственном архиве литературы и искусства хранится личный фонд Трувора Карловича, насчитывающий 139 единиц хранения. В нём довольно полно представлено творческое наследие за 1930-е — 1950-е годы, — время работы на Урале и в Кабарде. Это нотные автографы инструментальных и вокальных произведений, многочисленные программы концертов с участием Шейблера и возглавляемых им коллективов, фотографии сцен из спектаклей, поставленных по его произведениям, и другие документы.